# Eclissi solare del 26 novembre 2076
L'Eclissi solare del 26 novembre 2076  è un evento astronomico che avrà luogo il suddetto giorno attorno alle ore 11:43 UTC.

## Eclissi correlate

### Eclissi solari 2076 - 2079
Questa eclissi è un membro di una serie semestrale. 
Un'eclissi in una serie semestrale di eclissi solari si ripete approssimativamente ogni 177 giorni e 4 ore (un semestre) in nodi alternati dell'orbita della Luna.